# Харрис (город, Миннесота)
Харрис (англ. Harris) — город в округе Шисаго, штат Миннесота, США. На площади 51,4 км² (51,2 км² — суша, 0,2 км² — вода), согласно переписи 2002 года, проживают 1121 человек. Плотность населения составляет 21,9 чел./км².
- Телефонный код города — 651
- Почтовый индекс — 55032
- FIPS-код города — 27-27278[1]
- GNIS-идентификатор — 0644685[2]